# Fundacja Dziecięca Fantazja
Fundacja Dziecięca Fantazja – organizacja pożytku publicznego z siedzibą w Warszawie, której statutowym celem jest spełnianie marzeń nieuleczalnie chorych dzieci w całej Polsce. Podopiecznymi fundacji są dzieci w wieku 3-18 lat, walczące z nowotworami, wadami wrodzonymi, niepełnosprawnością, schorzeniami genetycznymi i chorobami przewlekłymi utrudniającymi codzienne funkcjonowanie. 
Fundacja została zarejestrowana 28 lipca 2003 roku w Krajowym Rejestrze Sądowym, natomiast status OPP otrzymała 17 lutego 2004 roku – tym samym jest jedną z pierwszych organizacji pozarządowych, które otrzymały status OPP.
Fundacja realizuje swoje cele statutowe m.in. organizując cykliczne wydarzenia ,,Gwiazdka z Fantazją”, ,,Wieczór Marzeń w ZOO” oraz prowadząc szereg działań pomocowych. Regularnie organizuje też warsztaty terapeutyczne z klockami LEGO oraz warsztaty rękodzieła na Wielkanoc.
Ambasadorami Fundacji są: Agata Młynarska, Maciej Orłoś, Oliwia Oliver, Aldona Orman, Ania Kęska i Oskar Oliver.

## Cele formalne i struktura

### Cele statutowe Fundacji Dziecięca Fantazja
Fundacja została powołana w celu prowadzenia wszechstronnej działalności w zakresie pomocy społecznej dzieciom nieuleczalnie chorym poprzez spełnianie ich fantazji lub marzeń oraz w celu pozyskiwania i skupiania wokół idei Fundacji osób i środowisk mogących przyczynić się do rozwoju inicjatyw, które za cel stawia sobie fundacja.

#### Metody działania
Fundacja realizuje swoje cele poprzez:
1. Świadczenie pośredniej i bezpośredniej pomocy finansowej i rzeczowej dzieciom nieuleczalnie chorym, a w szczególności:

- Organizowanie i finansowanie różnego rodzaju imprez dla i z udziałem dzieci nieuleczalnie chorych,
- Pomoc finansową i rzeczową dla dzieci szczególnie zagrożonych utratą zdrowia lub życia,
- Organizowanie akcji pomocy dzieciom z udziałem innych podmiotów.

1. Organizowanie aukcji, zbiórek, koncertów, widowisk i innych akcji mających na celu pozyskanie środków materialnych na cele statutowe Fundacji.
2. Współpracę z podmiotami i osobami wykazującymi zainteresowania celami Fundacji, a także z instytucjami państwowymi i organizacjami pozarządowymi działającymi w zakresie objętym celami Fundacji.
3. Prowadzenie działalności gospodarczej w rozmiarach służących do realizacji celów statutowych Fundacji[8].

### Zarząd Fundacji
W skład Zarządu Fundacji Dziecięca Fantazja wchodzą:
- Kamila Rybicka – Prezes Zarządu Fundacji
- Patrycja Wróbel – Członek Zarządu Fundacji

## Wybrane akcje charytatywne

### Wieczór Marzeń w warszawskim ZOO
„Wieczór Marzeń w warszawskim ZOO” to najdłużej organizowane przez fundację, letnie wydarzenie cykliczne we współpracy z warszawskim ogrodem zoologicznym. Podczas akcji, każdego roku, ponad 400 chorych i niepełnosprawnych dzieci z całej Polski ma okazję bezpłatnie korzystać z atrakcji, takich jak na przykład: zwiedzanie ZOO, eksperymenty, malowanie twarzy, dmuchane place zabaw, warsztaty, animacje.

### Platforma Wishsurfing.pl
Wishsurfing.pl to platforma internetowa pozwalająca potencjalnym darczyńcom na zapoznanie się z bazą danych dzieci (cierpiących na choroby nieuleczalne lub zagrażające życiu) i ich marzeń. Dzięki temu, darczyńca może wybrać, które dziecko i jego marzenie ma zostać spełnione. Możliwa jest wpłata darowizny on-line pozwalająca na realizację marzenia dziecka w całości lub w części.

### Warsztaty Terapeutyczne z klockami LEGO z Fantazją
Warsztaty Terapeutyczne LEGO z Fantazją to seria warsztatów w całej Polsce, organizowanych przez Fundację Dziecięca Fantazja we współpracy z firmą LEGO, dla podopiecznych fundacji. Warsztaty opierają się na autorskim programie edukacyjnym, mającym rozwijać umiejętności społeczne, komunikacyjne, matematyczne, motoryczne i sensoryczne.

### Solidarni z Ukrainą[14]
Od marca 2022 fundacja pomaga także dzieciom uchodźców z Ukrainy w Polsce - zarówno zdrowym jak i dzieciom z niepełnosprawnością lub przewlekłymi chorobami. Pomoc fundacji polega między innymi na organizowaniu pomocy materialnej (wyprawki szkolne, sprzęt rehabilitacyjny), jak i na realizacji wydarzeń - na przykład imprezy ,,Sezamie - otwórz się!” - Dzień Dziecka dla dzieci z Ukrainy, które wraz z mamami od tygodni przebywały w Hotelu Pracowniczym SEZAM w Warszawie.

### Program ,,Żyć z godnością”
Jest to program Fundacji Dziecięca Fantazja skierowany do dzieci w wieku od 3 do 18 lat, które nie tylko zmagają się z ciężką chorobą, ale do tego również z problemami ubóstwa, wykluczeniem oraz innymi ograniczeniami. Celem projektu jest zapewnienie dziecku lepszych warunków bytowych: życiowych, mieszkaniowych, sanitarnych, umożliwienie dostępu do edukacji i życia społecznego oraz pomoc socjalna dla najbardziej potrzebujących rodzin.

### Podróże Spełnionych Fantazji
Dotychczas Fundacja zorganizowała ponad 70 takich podróży. W podróżach uczestniczą nastoletni i dorośli wolontariusze, którzy na zaproszenie Fundacji przyjeżdżają z całego świata, głównie z Kanady, do Polski. Fundacja współpracuje w tym celu z kanadyjską organizacją Journeys for a Lifetime, która zachęca międzynarodową młodzież do przyjazdu do Polski. Podczas trasy, wolontariusze docierają często do najbardziej oddalonych zakątków w Polsce. Dzieci odwiedzane są w ich domach, ale także w szpitalach i ośrodkach rehabilitacji w całym kraju.

### Gwiazdka z Fantazją
Gwiazdka z Fantazją to coroczne wydarzenie organizowane dla dzieci z chorobami na Święta Bożego Narodzenia. Oprócz atrakcji dzieci otrzymują także świąteczne paczki wypełnione prezentami.